# Hofsee (Kargow)
Der Hofsee ist ein See bei Kargow-Unterdorf im Landkreis Mecklenburgische Seenplatte in Mecklenburg-Vorpommern, in dessen Gemeindegebiet es auch noch einen Hofsee im Ortsteil Federow und als größten der drei gleichnamigen Seen den Hofsee bei Speck gibt. 
Das Gewässer hat eine Größe von 14,7 Hektar und liegt auf 65 m ü. NHN. Die maximale Ausdehnung des Sees beträgt 570 Meter mal 310 Meter, seine Maximaltiefe 6,90 Meter. Er hat weder einen oberirdischen Zufluss noch einen Abfluss. Rings um den See befinden sich Wiesen, ein Feldweg führt an seinem Westufer entlang.
Am südlichen Ostufer angrenzend befindet sich ein Bodendenkmal (Burgstelle, Burgwall), welches als rundlich-ovale, leichte Erhebung mit einem Durchmesser von 120 bis 140 Metern erkennbar ist.
Nur 250 Meter entfernt liegt der Bahnhof Kargow an der Lloydbahn, direkt am Südufer des Sees zweigt der Ostteil der Mecklenburgischen Südbahn ab, der nur noch für Güterverkehr benutzt wird.